# はなわ
はなわ（1976年7月20日 - ）は、日本のお笑いタレント（ピン芸人）、ミュージシャン。ケイダッシュステージ所属。専門学校東京アナウンス学院お笑いタレント科（現：芸能バラエティ科）卒業。身長175cm、体重77kg、血液型O型。本名は塙 尚輝（はなわ なおき）。既婚。
弟は同じく芸人の塙宣之（ナイツ）。

## 概要
1997年に活動を始め、2000年代からベース漫談やものまね芸で頭角を現す。2003年には「佐賀県」がヒットし、年末には『第54回NHK紅白歌合戦』への出場を果たす。その後の活動も芸人の枠を超えたものも増え、自身の楽曲がCMソングや社歌に起用されたり、「伝説の男 〜ビバ・ガッツ〜」「お義父さん」「埼玉県のうた」などの曲が人気を博し各方面に作詞作曲の才能が評価される。2006年から2019年まで「中野風女シスターズ」「風男塾」の音楽プロデューサーを担当した。

## 経歴
男3人兄弟の次男として埼玉県春日部市で生まれ、2歳時に千葉県我孫子市へ、小学校6年時に佐賀県佐賀市へ移住。高校生時代は「バンド芸人」と称し、笑いを取り入れたMCも行っていた。佐賀県立佐賀東高校卒業後に上京し、東京アナウンス学院お笑いタレント科に進学。
2000年前後から『爆笑オンエアバトル』（NHK総合）でのベース漫談や、松井秀喜の物真似などで人気を高め、2003年5月21日に発売されたシングルCD「佐賀県」が約25万枚売上のヒット作品となり、オリコン最高5位を記録。福山雅治からは「詞とメロディーを作るセンスは桑田佳祐さんのレベルに達してるんじゃないか」と高く評価された。同年の『第54回NHK紅白歌合戦』（NHK総合・ラジオ第1）にも初出場した。
2004年3月、第41回ゴールデン・アロー賞芸能新人賞受賞。同年6月、「エンタの神様」（日本テレビ）で2003年10月から披露してきた持ちネタ「ガッツ石松伝説」を「伝説の男 〜ビバ・ガッツ〜」としてCD化。
2005年1月から約1年間、当時自身が住んでいた中野区のライブハウスにて、歌あり、コントあり、ゲストとのトークありといった単独ライブ「HANAWA JACK」を毎月敢行。同年12月放送の『歌スタ!!』（日本テレビ）内で、歌手を目指す介護士の男性をスカウトしプロデュースすることになり、はなわが絵本『だいじょうぶ だいじょうぶ』（いとうひろし 著、ISBN 978-4062528634）を元に絵本と同名の歌を作詞・作曲。翌年7月、歌を提供された介護士の男性が同番組内で披露した。
2009年6月3日発売の「腐男塾」（現：風男塾）の3rdシングル「勝つんだ!」の作詞・作曲を担当。以降、サウンドプロデューサーとして60曲以上もの楽曲制作に携わっている。腐男塾は、はなわの遠い親戚であるジャジィはなわプロデュースの男子高校生ユニットという設定のアイドルグループ。
2010年6月、映画『ソフトボーイ』で佐賀県のB級グルメ「カルチャー焼き」の店主を演じたことが縁で、恵比寿にて約1か月限定でカルチャー焼き屋台を出店。中身の具材などをプロデュースしたほか、実際に店頭に立つこともあった。
2011年頃から、子育てのため佐賀県へUターンし、家族と共に居住し始めた。
2016年3月、佐賀市プロモーション大使に就任。同年、左利きのあるあるネタ「つらいぜ!ダリヒー」が話題になる。
2017年5月24日、シングル「お義父さん」を発売。約12年ぶりのCDリリースとなる。自身の妻・智子の失踪した父（はなわの義父）へ宛てた、妻の苦労や幸せな今を歌った曲。2015年7月に結婚15周年を迎え、翌年3月に妻へ誕生日プレゼントとして贈ったところ、妻は大号泣。その後、ライブなどでも披露し、2017年3月4日（妻の誕生日）に「お義父さん」のライブ映像をYouTubeにアップしたところ話題となり、再生回数が20日間で100万回を突破。これまで、はなわはテイチクエンタテインメントからCDをリリースしていたが、ビクターエンタテインメントからの熱烈なオファーがあり、ビクターからのCD化となった。この曲がきっかけで、はなわは妻と共に義父との対面を果たした。当時、義父は末期の胃癌と診断され闘病中だったが同年10月8日に死去。その後『お義父さん』の書籍化が決定し、同年12月14日にKADOKAWAから発売された。同年6月にはベスト・ファーザー賞を受賞している。
2018年10月3日、ビクターエンタテインメントより約13年ぶりとなるオリジナルアルバム『カラアゲ』を発売。同アルバムでは弟・宣之が在籍するコンビ・ナイツや所属事務所の先輩である原口あきまさがコーラスで参加している他、歌手・中村あゆみとのデュエットソングも収録されている。
2019年3月、出生地・春日部市の「かすかべ親善大使」に委嘱された。
2020年12月に東京都八王子市出身のタレント・ヒロミのYouTubeチャンネルで公開された「八王子のうた」の作詞作曲を担当。好評につきCD化される事になり、カップリングの「神様との約束」の作詞作曲も担当（どちらも作詞はヒロミとの共同制作）、2022年3月16日にリリースされた。
2021年8月、佐賀県から神奈川県横浜市に移住。
2022年5月、パーソナリティーを務めるNACK5『FAV FOUR』にて「ダチョウ倶楽部になりたいと思って、東京に出てきた」と明かし、2003年に発売した本『HANAWA BOOK』に掲載されている上島竜兵からの直筆メッセージを読み上げた。
2025年5月5日、ベースボール・チャレンジ・リーグ（ルートインBCリーグ）の埼玉武蔵ヒートベアーズが「臨時コーチ」としてはなわが入団することを発表した（背番号870）。

## エピソード

### 佐賀県ネタ
「佐賀県」の歌詞に登場する牛丼屋「吉田屋」（よしだや）は架空の店舗名だが、2005年7月1日にはなわ自身がプロデュースして佐賀県唐津市の国道202号沿いに「吉田家」を開店させ、佐賀牛を使った「はなわ丼」（870円）とオーストラリア産牛肉のレギュラー丼（470円）などをメニューにしていた（2006年9月25日に閉店）。
また佐賀県出身で、はなわと親交もある中越典子は歌詞の内容を「ほとんどデタラメ!!」と一蹴している一方で、実際は初対面前から「（はなわの「佐賀県」でのブレイクについて）嬉しい。お会いしたいですね」と対面を熱望していた。
松雪泰子と『笑っていいとも』で共演した際、はなわが真っ先に土下座をし、松雪は「佐賀（出身であることを）公表してねえ」と歌われていることについて「公表してます」と話した。実際は「佐賀県」発売前にはなわ側が事前連絡しており、松雪の所属事務所も快諾し、松雪本人も「すごくうれしい」と感想を述べている。
牧瀬里穂に対しても「佐賀県」で名前を無断使用したことをブログ内で謝罪しており、番組で共演した際にも楽屋で牧瀬に謝罪したが、牧瀬は逆に名前を使われたことを喜んでいる。「佐賀県」以外の曲でもメディアの流す事実とは異なるステレオタイプなイメージをさらに誇張した歌詞は多いが、はなわなりのギャグの一種である
。
「佐賀県」リリース当時の佐賀県知事・古川康はこのネタに好意的で、同曲のPVにも出演していた。実弟の塙宣之（ナイツ）によれば、後任の山口祥義知事は2015年の就任当初「あの歌は佐賀をバカにしている」と批判的であり、和解に1年ほど要したが、以降は佐賀県PRキャンペーンで共演するなど良好な関係を築いている。なおリリース当時、はなわの両親が古川知事に直接土下座して謝罪する目的で佐賀県庁を訪れている。

### その他
左利きだがエレクトリックベースはフェルナンデス社の右利き用を使用している。これは右利きの兄から借りて演奏を始めたためである。また、過去にはフェルナンデスからはなわモデルのZO-3が発売された事があった。
原口あきまさは、専門学校および芸能事務所の先輩で、個人的にも親しい。原口と「原口・はなわ」というコンビを組み、演芸番組等でモノマネを交えたコントを披露することがある。
3男の父親である。2009年頃から一家全員で『さんまのSUPERからくりTV』に出演。2010年8月には同番組にて、はなわが結婚10周年を記念し妻の為に作詞作曲した「10年のうた」を妻と長男・次男の前で披露する模様が放送された。
弟と共に野球のほか好角家と公言しており相撲に詳しい。元々柔道をやっていた影響で相撲も得意で、息子と相撲を取ったりもしている。特に武蔵丸光洋（現・武蔵川親方）のモノマネを始めてから、武蔵丸の断髪式に呼ばれたり、武蔵丸とともに大相撲中継に出演するなど何かと武蔵丸とは縁が広がり、武双山正士（現・藤島親方）、琴ノ若晴將（現・佐渡ヶ嶽親方）の断髪式にも出ており、2005年にはアルバム『HANAWA PACK』発売時期にCDの宣伝を兼ね懸賞旗を6本出している。なお、弟の宣之も野球及び相撲ファンである。
長男は2015年全国中学校柔道大会に出場し、個人戦（90キロ超級）で3位入賞した実績を持つ。長男が在籍していた中学の柔道部の顧問の先生いわく、佐賀県の歴史をみても重量級での全国3位は長男が初めてとの事。
2009年8月30日に、はなわ自らが乗用車を運転中、首都高速道路1号線の左車線に停車。これを避けようとした後続車が中央分離帯に衝突し、車が損傷する交通事故が発生した。本人と後続車の運転手共に怪我は無かった。
2023年5月5日に長男が柔道家の朝飛大の次女と結婚。2024年8月21日に長男夫婦の間に第一子となる男児が誕生した。はなわにとって初孫である。

## 主なものまねレパートリー
- 松井秀喜 - 野球をするときは松井の右投左打と違い左投左打である。
- 松井稼頭央
- 武蔵丸光洋
- ガッツ石松
- 美空ひばり
- さだまさし
- 桑田佳祐
- 所ジョージ
- ジェロ
- クリス・ハート
- 塙宣之
- 東国原英夫
- 佐藤隆太
- 金平桂一郎
- 小林旭
- 具志堅用高
- 木村清
- 香川照之
- いかりや長介
- DJ KOO
- 林下清志
- 矢野顕子
- 河村隆一
- 志村けん
- 佐藤義興
- ローレンス・フィッシュバーン

等

## 出演作品

### テレビ
出演中
- ものまねグランプリ（日本テレビ系、不定期）
- 有吉ゼミ（日本テレビ系、不定期）
- はなわのシャカリキ!（千葉テレビ・ローカル番組）
当初は単独番組だったが、後に朝の情報番組『シャキット!』→『ちば朝ライブ モーニングこんぱす』内のコーナーとして放送。

過去の単発・レギュラー・不定期出演
- 爆笑オンエアバトル（NHK総合）戦績15勝5敗 最高513KB ゴールドバトラー認定
  - 第4回チャンピオン大会 セミファイナル6位敗退
  - 5敗中そのうちの1回が上記の通り自ら計量辞退をした回のため、そのまま戦績に含まれている。番組内ではタイムオーバーで失格になった為に計量が出来なかった芸人はいたが（どーよとなすなかにしの2組）、自ら計量を辞退したのははなわが唯一である。
  - 同番組内ではほぼ全ての回においてベース漫談のネタで挑戦していたが、1度だけベースを持たずに純粋な1人コントを披露してオンエアを勝ち取った経験がある（2000年4月1日放送回・333KBを記録し5位通過）[44]。
- ものまねバトル（日本テレビ系）
- エンタの神様（日本テレビ系） - キャッチコピーは「佐賀のお笑い大使」→「伝説の伝道師」→「スーパースターに会いに行こう」→「○○○○伝説」と変化。
- 原口・はなわの踊る!すまいる大御殿（2001年 - 2017年3月、RKB毎日放送・ローカル番組）
- AX MUSIC-TV 01 はなわまおー（2004年4月 - 9月、日本テレビ系） - MC
- MTM（2004年 - 2008年3月、RKB毎日放送） - MC
- 汐留イベント部（2005年10月 - 2010年3月、日本テレビ）
- 九州青春銀行（2006年7月 - 2009年3月、RKB毎日放送） - MC
- 脳内エステ IQサプリ（フジテレビ系） - コーナー「はなわのIQ都道府県」出題
  - 同じフジテレビ系列で放送された『ワンナイR&R』にて、同番組のパロディ企画「沖縄TV琉Qサプリ」が行われた際に「ぎのわの流Q都道府県」というパロディコーナーが行われ、はなわ本人がぎのわ名義で登場した。
- 体操の時間。（フジテレビ系） - 月曜レギュラー
- たかじん胸いっぱい（関西テレビ、不定期）
- 笑いの金メダル（ABCテレビ）
- 上田ちゃんネル（テレ朝チャンネル）
- 井出洋介の東大式 麻雀虎の穴 (MONDO21)
- 新春ゴールデンピンクカーペット（2008年1月1日、フジテレビ系） - キャッチコピーは「佐賀もどげんかせんといかん」。
- タモリのボキャブラ天国 大復活祭スペシャル（2008年9月28日、フジテレビ系） - キャッチコピーは「佐賀のがばい兄ちゃん」。
- ゴッドタン〜The God Tongue 神の舌〜…芸能界ストイック暗記王（2009年2月11日、テレビ東京系）
- さんまのSUPERからくりTV（2009年 - 2014年、TBS系、不定期）
- レディス4（2009年9月3日、テレビ東京）- 弟と出演。
- クイズでGo! ローカル線の旅〜北海道・JR花咲線〜（2009年9月10日、NHK総合）
- バラエティー生活笑百科（2009年11月7日、NHK総合）
- ザ・イロモネア （2010年1月3日、TBS） - 「なりきりモネア」でハワイ旅行獲得。
- 密室謎解きバラエティー 脱出ゲームDERO! （2010年6月30日、日本テレビ）- 塙宣之（弟）と塙由美子（母）で出演。
- スマイルキッズ（2010年10月 - 2012年3月、静岡朝日テレビ・ローカル番組）
- 土曜スペシャル（2010年5月15日、テレビ東京系） - 家族（妻・子供）で出演。
- はなまるマーケット （2010年8月2日、TBS）
- DON!（2010年9月21日、日本テレビ系列）パネリストとしてザ・たっち、佐藤かよと一緒にゲスト出演。
- ドライブ A GO!GO!（2010年11月14日・2011年7月3日、テレビ東京系） - 一家で出演。
- カラオケトライアルIII（2011年4月 - 2015年3月、千葉テレビ放送・ローカル番組） - 司会
- タモリ倶楽部（2011年5月6日、テレビ朝日系） - 空耳アワーの一作品に出演。
- ミライノジブン（2014年10月5日 - 2016年3月29日、TBS系） - ナレーション
- MUSIC B.B.（2015年4月 - 2016年9月）はなわの唄うゼミナール→はなわの唄う大作戦 MC
- リズムネタAゴーゴー(2015年11月21日、TBS)
- ドデスカ（メ～テレ）- リポーター　土曜版のみ出演　同一時間帯の後継番組『デルサタ』へも引き続き出演
- NMB48須藤凜々花の麻雀ガチバトル! (2016年2月20日、TBSチャンネル1)
- デルサタ（2016年4月11日 - 2021年3月27日、メ～テレ）- リポーター
- わらたまドッカ〜ン（2018年6月4日、NHK Eテレ）
- 水バラ ローカル路線バスVS鉄道 乗り継ぎ対決旅5（2020年9月23日、テレビ東京） - バスチーム
- 踊る!さんま御殿!!（2021年11月9日、日本テレビ）
- オールナイトフジコ（2023年12月2日、フジテレビ）

過去・インターネット番組
- サウンドオブミュージック （2007年7月 - 9月、GyaO） - MC
- 六本木音楽部（2008年10月 - 2009年8月、GyaO） - MC
- はなわレコード“中野腐女子シスターズ” （GyaO）
- がば生！ハナワレコード（イケ☆スタ）
- はなわと後輩芸人の今さラジオ（2018年、JFN PARK）

### NHK紅白歌合戦出場歴
| 年度/放送回               | 回 | 曲目                                            | 出演順 | 対戦相手           | 備考                    |
| ------------------------- | -- | ----------------------------------------------- | ------ | ------------------ | ----------------------- |
| 2003年（平成15年）/第54回 | 初 | 佐賀県なんでだろう 〜スペシャル合体バージョン〜 | 19/30  | Every Little Thing | テツandトモと合同で出演 |

注意点
- 出演順は「出演順/出場者数」で表す。

### ラジオ
現在のレギュラー
- 滋慶学園COMグループ presents「あなたの夢は何ですか？」（2020年11月 - 、TBSラジオ）
- FAV FOUR（木曜・2021年4月 - 、NACK5）
- はなわ＆ビートレインズの「八王子だョ！全員集合」（2021年4月 - 、Tokyo Star Radio）

過去のレギュラー
- 原口あきまさとはなわのぐるぐるロック→原口あきまさとはなわのぐるリバ（FM福岡）
- 金曜JUNK2 原口・はなわの角っ歯!（2005年4月 - 2006年3月、TBSラジオ）
- モシモワールド supported by TOYO TIRES（TOKYO FM）
- DHCドリームプロジェクト〜はなわ・こんのひとみ 夢をかなえよう（TBSラジオ）
- ON AIR もっち〜ラジオ（2022年7月 - 2024年12月、エフエム世田谷）

### 映画
- アカルイミライ（2003年）
- ROCKERS（2003年）
- ゴーストシャウト（2004年）
- 犬と歩けば チロリとタムラ（2004年）
- デジモンセイバーズ THE MOVIE 究極パワー! バーストモード発動!!（2006年） - アルゴモン（声）役
- AXION（2008年）
- フォーク&バレット〜サヨウナラ戦争〜（2008年）
- 20世紀少年 第2章 最後の希望（2009年） - スクリーン映像の男 役
- いぬばか（2009年）
- ソフトボーイ（2010年） - カルチャー焼屋 役
- 東京ボーイズコレクション 〜エピソード1〜 前編（2016年）[45]
- 翔んで埼玉 〜琵琶湖より愛をこめて〜（2023年） - 東武伊勢崎線代表 役[46]

### テレビドラマ
- 奇跡の人（1998年、読売テレビ）
- 古畑任三郎 第10回（1999年6月15日、フジテレビ） - ストリートミュージシャン役
- 愛し君へ（2004年4月 - 6月、フジテレビ） - 西谷陽平 役
- ラーメン発見伝（2004年10月12日、日本テレビ）※本名で出演
- 佐賀のがばいばあちゃん（2007年1月4日、フジテレビ） - 佐賀駅の駅員役
- なごや寿ロックンロール〜「グッモーエビアン!」より〜（2007年2月11日、東海テレビ）
- 警視庁捜査一課9係 season2 第5話（2007年5月14日、テレビ朝日） - 亀岡しげる 役
- 紅蓮女 第6話（2008年2月15日、テレビ東京） - ベッドの下の男 役
- 怨み屋本舗スペシャル マインドコントロールの罠（2009年1月7日、テレビ東京） - レポーター役
- あのひとあの日（2012年3月2日、NHK総合） - 主人公・兵動尚輝 役（※NHK佐賀放送局開局70周年記念地域ドラマ[注 8]。）

### アニメ
- まっすぐにいこう。（2004年4月30日、日本テレビ系、8話） - パン屋役
- MAJOR 1stシーズン（2005年2月12日、NHK教育、13話） - 上河内役
- MAJOR 2ndシーズン（2006年3月11日、NHK教育、39話） - 上河内役
- デジモンセイバーズ（2006年4月・8月、フジテレビ系） - ハグルモン、警官

### CM
- 第一製薬（現：第一三共ヘルスケア）「ペラックT錠」
- カルピス「アミールS120」
- ソフマップ - 名古屋駅ナカ店の開店告知CM
- 雪国まいたけ「雪国もやし」、「雪国やさい革命」
- ベスト電器「はなわ&腐男塾 決算スタート」篇（2009年1月、北海道、岡山県、九州・沖縄地方のみ）
- ジョンソン・エンド・ジョンソン「カビキラー」（2018年）
- ピックルスコーポレーション「ご飯がススム キムチ10周年篇」（2019年）
- 車検のコバック（2023年）
- DMMブックス（2023年7月 - ）

### OVA
- 仏教ものがたり 第3巻（ナレーション）

## ディスコグラフィー
シングル
1. 佐賀県（2003年5月21日・インペリアルレコード）
2. 伝説の男 〜ビバ・ガッツ〜（2004年6月30日）[注 9]
3. あったか戦士 おでんセブン（2008年9月12日・配信限定）
4. お義父さん (2017年4月12日・ビクターエンタテインメントより配信開始)
5. お義父さん (2017年5月14日・ビクターエンタテインメントより Type A,B,C 計3種類CD発売 Type CのみDVD封入)
6. 埼玉県のうた（2019年2月20日） - 東映配給映画『翔んで埼玉』主題歌。c/w「咲きほこれ埼玉」：テレビ埼玉開局40周年記念ソング
7. ニュー咲きほこれ埼玉（2023年9月15日） - 東映配給映画『翔んで埼玉 〜琵琶湖より愛をこめて〜』主題歌
8. ニュー咲きほこれ埼玉/同じ時代に生まれた若者たち 〜feat.CRY-叫-〜（2023年11月22日）

アルバム
1. HANAWA ROCK（2003年10月1日）
2. HANAWA PACK（2005年9月28日）
3. カラアゲ（2018年10月3日・ビクターエンタテインメント）

DVD
1. 楽観しゅぎるライブ（2004年5月26日）
2. 雪国もやし探検隊（「雪国もやしの歌」のPV等を収録、非売品）

楽曲提供
- 中野風女シスターズ
- 風男塾
- たんこぶちん「わや!」（作詞（たんこぶちんとの共作）・作曲）
- BOYS AND MEN「大阪府」（作詞・作曲）
- ヒロミ「神様との約束」「八王子のうた」（作詞（ヒロミとの共作）・作曲）
- angela「OK! 岡山」（作詞（atsukoとの共作）・作曲）

書籍
1. HANAWA BOOK（はなわブック）（2003年10月18日・ブックマン社）
2. お義父さん（2017年12月14日・KADOKAWA）